# Polruan

Blick auf Polruan

Polruan (kornisch: Porthruan) ist ein kleiner Fischerort an der Südküste der Grafschaft Cornwall im Südwesten Englands. Das Dorf ist ein Ortsteil des Civil parish Lanteglos-by-Fowey und liegt gegenüber von Fowey am Ostufer der Mündung des Fowey Rivers in den Ärmelkanal. Im Norden grenzt es an die Bucht des Pont Pill, so dass das Dorf an drei Seiten von Wasser umgeben ist. Es ist nur über eine von Osten kommende Straße oder mit der Personenfähre von Fowey aus erreichbar. Durch den Ort führt nur eine enge Straße, zur Flussseite fällt es mit zahlreichen kleinen Gassen und Treppen hin steil ab.
Polruan ist ein altes Fischerdorf mit langer Bootsbautradition, heute gibt es noch einen Bootsbaubetrieb im Dorf. Die Ruine der Kapelle St Saviour auf dem Gipfel der Anhöhe über dem Dorf stammt aus dem 13. Jahrhundert. Im 14. oder 15. Jahrhundert wurde das Polruan Blockhouse an der Spitze der Landzunge zum Schutz des Hafens von Fowey erbaut. Im 18. Jahrhundert war das Dorf ein bedeutender Fischexporthafen. Heute ist es trotz seiner abgeschiedenen Lage ein beliebter Ferienort und ein beliebter Yachthafen. In Polruan lebt die Schriftstellerin Raynor Winn.